# Siège de Haengju
Guerre Imjin
Le siège de Haengju a lieu le 14 mars 1593 durant la première invasion japonaise de la Corée (1592–1598). Environ 3 000 défenseurs coréens dirigés par le général Kwon Yul (en) repoussent avec succès plus de 10 000 soldats japonais. Avec le siège de Jinju et la bataille de l'île Hansan, cet engagement est considéré comme la plus grande victoire coréenne au cours des sept années de guerre.

## Contexte
Au cours de la deuxième semaine de février 1593, une armée japonaise forte de 30 000 hommes commandés par Ukita Hideie et Katō Kiyomasa avance vers la forteresse de Haengju afin d'occuper le comté de Goyang. Les Japonais sont vainqueurs de la précédente bataille de Byeokjegwan, mais leurs fournitures s'épuisent en raison du rôle de Yi Sun-sin qui empêche les navires d'approvisionnement de débarquer sur les côtes occidentales de la péninsule Coréenne. Par conséquent, il est essentiel pour les forces japonaises d'en finir rapidement avec le siège.

## Préparations de Kwon Yul
Pendant ce temps, Kwon Yul (en) réunit environ 2 300 hommes dont les renforts de Jo Gyeong (조경), Seon Geoi (선거이) et Heo Uk (허욱) ainsi que la milice de Kim Cheon Il (김천일) et les moines guerriers de Cheo Yeong (처영) et quitte sa base de Doksan, près de Suwon. Quand il arrive à Haengju, son groupe comprend 3 000 hommes. Bien qu'appelée une montagne, il s'agit plus précisément d'une colline puisqu'elle se trouve à seulement 124 mètres au-dessus du niveau de la mer. À son arrivée, l'armée de Kwon Yul construit des fortifications de campagne, composées de murs de terre de 10 m de haut renforcés par une palissade de bois. La construction dure trois jours. Des armes et des fournitures suffisantes sont emmagasinés dans la forteresse et quelque 40 hwach'as (화차) sont placés sur le mur de la forteresse.

## L'attaque

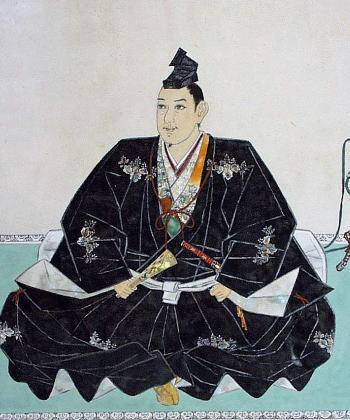
Portrait d'Ukita Hideie.

Ukita Hideie est le général japonais victorieux à la bataille de Byeokjegwan. Confiant en une autre victoire à Haengju, lui et Katō Kiyomasa emmènent 10 000 soldats sur Hanseong (Séoul) dans l'espoir d'anéantir rapidement l'armée coréenne de 2 300 hommes retranchés dans la forteresse.
Arrivé à Haengju à l'aube, Ukita divise ses forces en trois groupes et entoure la forteresse. Des anecdotes suggérant un recours tactique aux chiffres absolus[pas clair], Ukita et Katō renoncent à commander aux soldats japonais d'attaquer en avançant sur les pentes de Haengju. À 6h00 le 12 février 1593, les Japonais lancent leur attaque.
Comme les soldats japonais s'évertuent à créer une brèche dans les fondations en terre et les murs en bois de la palissade, les Coréens font tomber des rochers et des troncs d'arbres de leurs positions défensives, lancent des flèches, tirent avec leurs arquebuses, leurs mortiers et une pluie de flèches explosives de leurs hwach'as dans les rangs serrés des assaillants. Bien que les Japonais envahissent la première ligne de défense, ils ne peuvent percer les autres défenses. Neuf assauts sont commandés contre les positions coréennes.
Après avoir subi des pertes massives et échoué à envahir la position coréenne, Katō Kiyomasa ordonne la retraite. Ukita et Katō ont tous deux été blessés, de même que d'autres hauts commandants japonais comme Ishida Mitsunari, Maeno Nagayasu et Kikkawa Hiroie. Les Coréens ont infligé plus de 10 000 pertes aux assaillants et récupéré 727 lances et des épées de l'armée japonaise en retraite.[réf. souhaitée]
Des anecdotes historiques suggèrent une arrogance de la part de l'armée d'invasion et une solide préparation défensive des Coréens comme facteurs contribuant à la défaite japonaise. Il convient de noter l'avantage du terrain et la supériorité technique des fortifications coréennes de cette période. Le terrain montagneux et la dépendance de la mer auraient fait de l'approvisionnement des armes de siège japonais une tâche ardue, contrairement à la grande armée terrestre[pas clair]. Après la bataille, Kwon Yul crédite le rôle des hwach'as dans la victoire coréenne. Les fortifications coréennes sont situées au sommet d'une colline escarpée et à cette période, les  japonais emploient leur tactique traditionnelle préférée de déploiement de troupes denses commune aux armées à travers le monde et sont donc des cibles idéales pour les hwach'as coréens, des mortiers et autres grandes zones de défenses[pas clair].
Historiquement, les Coréens considèrent Kwon Yul comme un maître tacticien qui, avec ses subordonnées, a maintenu le moral pendant le siège de Haengju.

## Suites
Après la guerre, le roi Seonjo fait ériger en 1602 un monument honorant le général Kwon Yul et les combattants de la forteresse de Haengju mais ce monument est détruit pendant la guerre de Corée. Des années 1960 jusqu'au milieu des années 1990, le gouvernement coréen construit un autre mémorial situé dans la forteresse de Haengju et ouvert aux touristes.

## Source de la traduction
- (en) Cet article est partiellement ou en totalité issu de l’article de Wikipédia en anglais intitulé « Siege of Haengju » (voir la liste des auteurs).